# Carl Thalenhorst
Carl Friedrich Albert Thalenhorst (* 14. Dezember 1875 in Bremen; † 26. Oktober 1964 Bremen) war ein deutscher Bauingenieur, Baubeamter und Bremer Senator.

## Biografie
Thalenhorst war Sohn eines Kapitäns und verbrachte einen Teil seiner Kindheit in Bremerhaven. Seine Eltern waren der Kapitän Carl Johann Friedrich Thalenhorst die Mutter war Anna Marie Adelheid Könsen. Nach dem 1897 abgeschlossenen Studium des Bauingenieurwesens an der Technischen Hochschule Hannover trat er in den bremischen Staatsdienst ein und wurde Bauleiter beim Hafenbau in Bremen und Bremerhaven. Zuletzt war er als Vorstand des Amtes für Kanalisation tätig. Am 9. Juli 1920 wurde Thalenhorst Senator für Bauverwaltung und Stadterweiterung. Er gehörte der Deutschen Demokratischen Partei (DDP) an. Am 1. April 1931 trat er als Senator zurück.
Am 20. Dezember 1943 wurde sein Eltern- und Wohnhaus in der Bremer Innenstadt bei einem Bombenangriff durch einen Volltreffer zerstört. Er zog mit seiner Familie nach Rohrsen bei Nienburg/Weser. Das einzig gerettete soll seine Briefmarkensammlung gewesen sein. Daher erteilte er Rohrsener Schülerinnen und Schülern Unterricht in Briefmarkenkunde und übernahm auch eine Vakanz einer Lehrerstelle an der Volksschule wahr. Weitere Familienangehörige folgten Thalenhorst nach Rohrsen. Erst nach dem Krieg zog die gesamte Familie zurück nach Bremen. 1952 war er Herausgeber des Werks Bremen und seine Bauten 1900–1951.
In Bremen-Osterholz ist die Thalenhorststraße nach ihm benannt.

## Schriften
- Stadt- und Landesplanung Bremen. In: Städtebau, Jg. 26, 1931, S. 233–236 (Digitalisat der Zentral- und Landesbibliothek Berlin).